# Laura Cantini
Laura Cantini (Castelfiorentino, 8 gennaio 1958) è una politica italiana.

## Biografia
È stata sindaco di Castelfiorentino dal 14 giugno 1999 all'8 giugno 2009 e poi vicepresidente della Provincia di Firenze dal 2009 al 2014.
Nel 2012 ha sostenuto la candidatura del sindaco di Firenze Matteo Renzi alle elezioni primarie del centro-sinistra "Italia. Bene Comune" per la scelta del candidato alla Presidenza del Consiglio.

### Elezione a senatore
Nel dicembre 2012 si è dapprima candidata alle primarie per la scelta dei candidati parlamentari del Partito Democratico in vista delle elezioni del 2013 per la zona Empolese Valdelsa, ma si è poi ritirata prima della presentazione delle firme; è stata comunque inserita nelle liste del PD in quota Matteo Renzi, risultando quindi eletta al Senato della Repubblica.
Alle elezioni primarie del PD del 2017 ha sostenuto la mozione di Renzi, segretario uscente ed ex presidente del Consiglio, entrando a far parte della Direzione nazionale del PD.

### Elezione a deputato
Alle elezioni politiche del 2018 viene candidata alla Camera dei deputati, tra le liste del PD nel collegio plurinominale Toscana - 03, venendo eletta deputata. Nella XVIII legislatura della Repubblica è stata componente della 9ª Commissione Trasporti, poste e telecomunicazioni e della Commissione parlamentare per le questioni regionali.
Alle primarie del PD del 2019 sostiene la mozione del segretario uscente Maurizio Martina, ex ministro delle politiche agricole nei governi Renzi e Gentiloni e rappresentante l'area "filo-renziana" del partito, che risulterà perdente arrivando secondo con il 22% dei voti dietro a Nicola Zingaretti (66%).